# Enetses
Enetses (em russo:  энцы; энец), ou Ienetses, Entsy, Entsi, Ienisei, Ienisei-Samoiedo, Yenisey Samoiedo ou  Yeniseiano são um povo indígena tradicionalmente nômade que vive na margem oriental, nas próximidades da foz, do rio Ienissei. A maioria vive na vila Potapovo no Krai de Krasnoiarsk no oeste da Sibéria, nas proximidades do círculo Polar Ártico. Conforme o Censo da Rússia de 2002 são cerca de 237 pessoas, havendo 26 na Ucrânia (2001), dos quais 18 falam a língua enets.

## Língua
A língua enets é um idioma samoiedo que era antes chamado de Samoiedo Ienisei (não deve ser confundido com a família das línguas dene-ienisseianas , com a qual não há nenhuma relação). Eles falam a língua enets, mais a escolarização em Russo leva a língua provável extinção.

## Situação atual
A cidade de Potapovo foi visitada no final dos anos 90 pelo escritor e viajante britânico Colin Thubron que percebeu que os Enetses estavam desmoralizados e com sua cultura degradada, com problemas de alcoolismo. As fazendas coletivas de criação de renas estabelecidas ao tempo de  Nikita Khrushchev foram muito prejudicadas pelo fenômeno de chuva ácida causada pelos fornos de produção de níquel de Norilsk. Também foi degrada uma fazenda de criação de raposas para produção de peles. Cerca de metade da população estava desempregada , restando poucos trabalhadores na criação de renas no lado oeste do rio Ienissei, enquanto os demais se dedicavam à pesca. Os pescadores de Potapovo por vezes pegam esturjões vermelhos e também Omuls (tipo de  salmão), bem como salvelinus (outro tipo de salmão), “gang fish” e  Lúcios. Thubron também informou sobre produtos feitos com muksun (peixe similar ao salmão)..
Alguns serviços sociais são disponibilizados pelo governo da Rússia, tais como um peque oficial com um medico e poucas enfermeiras, escolas (embora as crianças precisem ir a Dudinka ao norte) e algumas pensões. A energia elétrica é provida por um gerador que funciona de forma intermitente, pois a usina incendiou recentemente . A expectativa de vida é de 45 anos, com muitos homens morrendo de forma violenta por brigas em família e na comunidade.